# بلومبری، جفرسون کانتی، ویرجینیای غربی
بلومبری (به انگلیسی: Bloomery) یک منطقهٔ مسکونی در ایالات متحده آمریکا است که در شهرستان جفرسون، ویرجینیای غربی واقع شده‌است.